# Барбіон оливковий
Барбіон оливковий (Pogoniulus simplex) — вид дятлоподібних птахів родини лібійних (Lybiidae).

## Поширення
Вид поширений в Східній Африці. Трапляється в Кенії, Танзанії, Малаві та Мозамбіку. Мешкає у різноманітних лісах на висоті до 1525 метрів над рівнем моря.